# Club sportif beaunois
Actualités
Le Club sportif beaunois est un club français de rugby à XV représentant la ville de Beaune.
Il évolue en Nationale 2 lors de la saison 2022-2023.

## Histoire

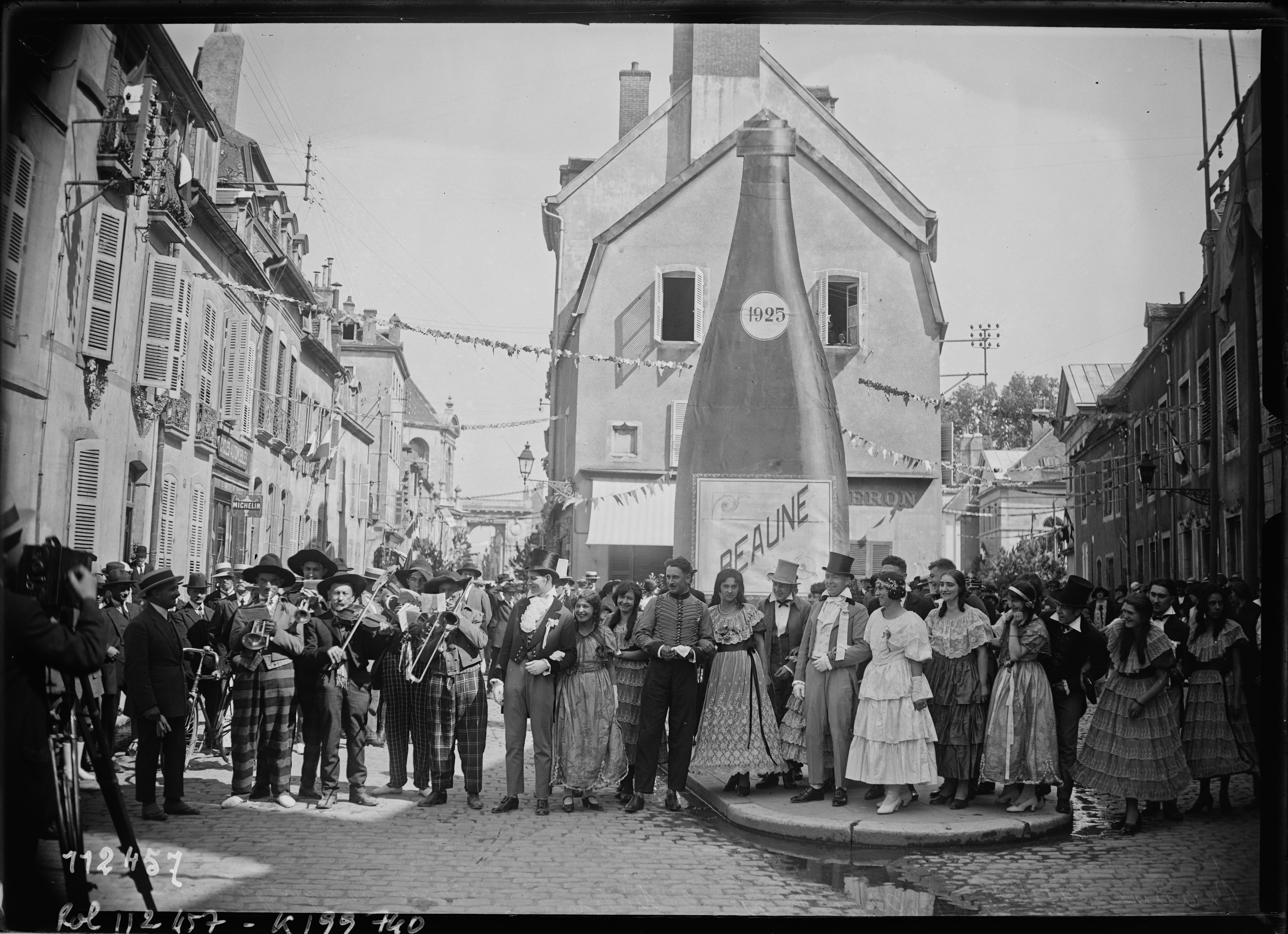
Beaune en 1926.

Le Club sportif de la Beaunoise est fondé en janvier 1922, et choisit pour couleurs le bleu et le blanc. Il est renommé plus tard Club sportif beaunois.
En 1963, le CSB gagne le premier titre de son histoire, battant en finale de championnat de France de 3e série l'UA Laloubère (3-0).
De 1974 à 1982, il joue en 3e division nationale.
Dans les années 1990, le club évolue entre la Fédérale 3 et le championnat Honneur, avant d'accéder à la Fédérale 2 en 1999. Il joue alors entre la Fédérale 2 et la Fédérale 3 au cours des années 2000 et 2010.
Au terme de la saison 2017-2018, le CS Beaune est promu en Fédérale 1,.
En 2022, le club est promu dans le nouveau championnat de Nationale 2 mais est relégué en fin de saison. En difficulté sportive et financière, les dirigeants du CS Beaune font une demande à la Fédération française de rugby de relégation en Fédérale 2 ; cette dernière déclinant, ils font alors le choix de repartir en division régionale,.

## Identité

### Logo

Évolution du logo
Ancien logo.
Logo actuel.

## Palmarès
- Championnat de France de 3e série :
  - Champion (1) : 1963

## Personnalités du club

### Anciens joueurs
- Antonin Barbazanges
- Kevin Buys
- Adrian Durston
- Thomas Genevois
- Jaun Kotze
- Roger Lanta
- Léonard Paris
- Karim Qadiri

### Entraîneurs

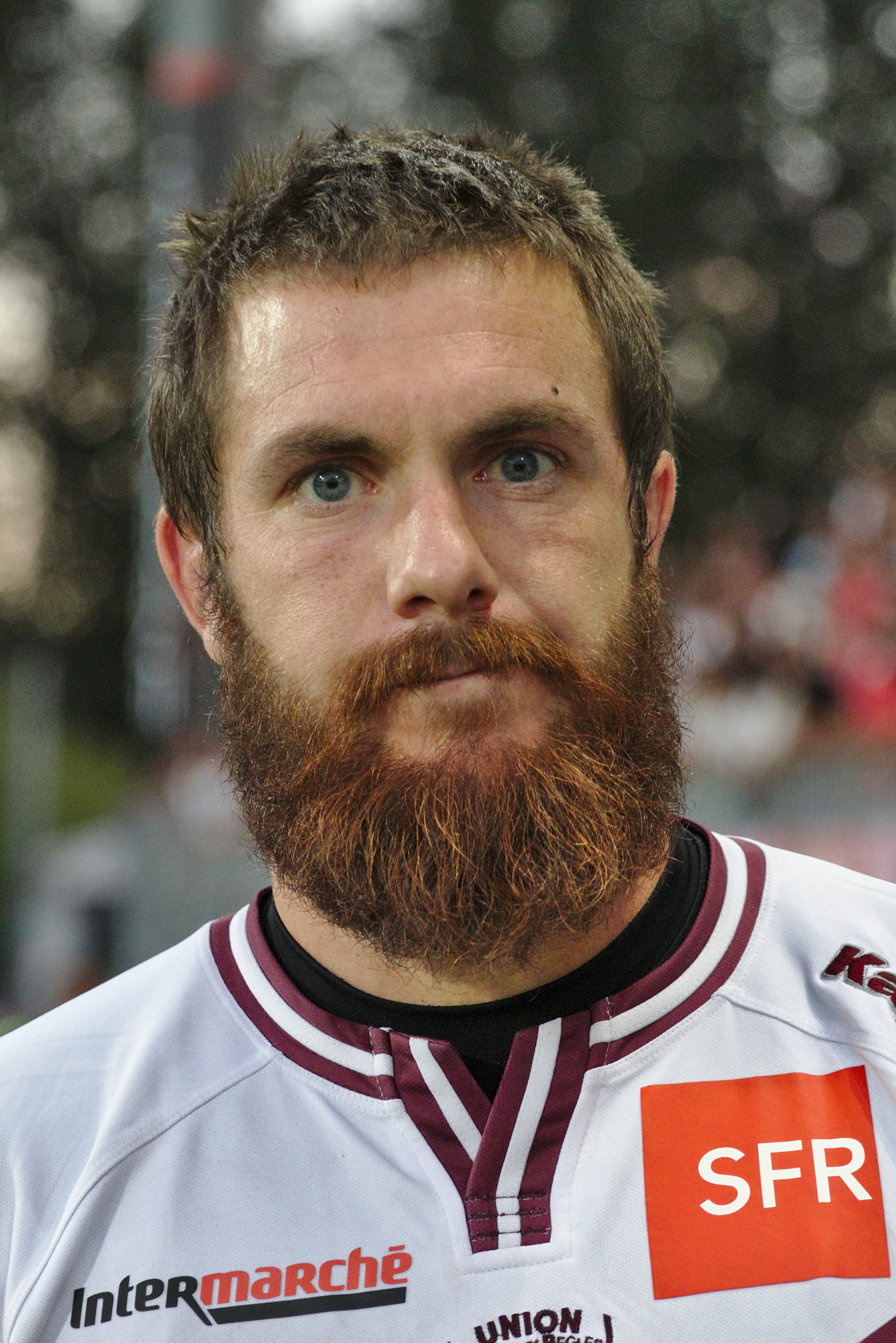
Hugh Chalmers

- Hugh Chalmers